# Acontia ceyvestensis
Acontia ceyvestensis är en fjärilsart som beskrevs av Dyar 1904. Acontia ceyvestensis ingår i släktet Acontia och familjen nattflyn. Inga underarter finns listade i Catalogue of Life.